# 华唐阁
华唐阁，又名观音阁，位于中国福建省漳平市新桥镇义宅村，明成化年间（1465—1487年）始建，历代重修。占地面积185平方米，分上下两层，神坛设二层。干阑式建筑，底层竖木柱46根，面阔三间，进深四间，穿斗式木构架，重檐歇山顶。阁内顶棚施藻井，斗拱上雕刻有人物、花卉图案，两侧墙壁绘人物山水壁画，极其精美。2009年11月16日公布为第七批福建省文物保护单位。